# Măgura (gmina Tătulești)
Măgura – wieś w Rumunii, w okręgu Aluta, w gminie Tătulești. W 2011 roku liczyła 93 mieszkańców. 